# Tuwajla
Tuwajla – wieś w Syrii, w muhafazie Idlib. W 2004 roku liczyła 175 mieszkańców.